# Miyazawa Toshiyoshi

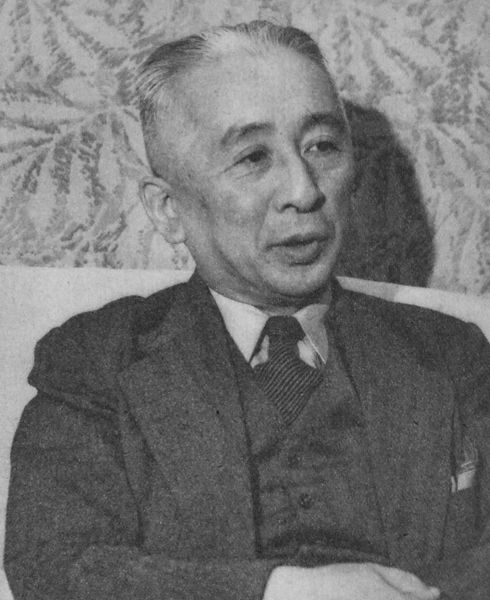
Miyazawa Toshiyoshi

Miyazawa Toshiyoshi (japanisch 宮澤 俊義; geboren 6. März 1899 in Nagano (Präfektur Nagano); gestorben 4. September 1976 in Tokio) war ein japanischer Rechtsgelehrter mit Schwerpunkt Verfassungsrecht.

## Leben und Wirken
Miyazawa Toshiyoshi machte seinen Studienabschluss an der Universität Tokio im Fach Jura und wurde 1925 Assistenzprofessor an seiner Alma Mater. Von 1930 bis 1932 hielt er sich zur Weiterbildung in Deutschland, Frankreich und in den USA auf. Nach seiner Rückkehr wurde er 1934 als Nachfolger von Minobe Tatsukichi, unter dem er studiert hatte, Professor. Er hielt Vorlesungen zum Verfassungsrecht. Unter der alten Verfassung veröffentlichte er viele Arbeiten, in denen er die Ideologien von Diktaturen und Faschismus vom Standpunkt des kritischen Rationalismus aus kritisch analysierte. Er war Mitglied des Oberhauses des Parlaments.
Nach dem Zweiten Weltkrieg spielte Miyazawa eine aktive Rolle als Dolmetscher und Verteidiger der neuen japanischen Verfassung. Insbesondere die „August-Revolutions-Theorie“ (八月革命説, Hachigatsu kakumei-setsu), die besagt, dass die Annahme des Potsdamer Abkommens eine legale Revolution war, die die Souveränität vom Kaiser zum Volk veränderte, ist seither Gegenstand intensiver Debatten. 1959 verabschiedete ihn die Universität als „Meiyo Kyōju“. Anschließend übernahm er eine Professur an der Rikkyō-Universität.
Miyazawa hat viele Hobbys, u. a. wirkte er im professionellen japanischen Baseball als „Commissioner“, also als höchste Autorität. Er ist auch als Essayist bekannt. 1955 erhielt er den ,Mainichi-Kulturpreis für seine Publikation „Watakushitachi no kempō“ (わたくしたちの憲法) –  „Unser Gesetz“. 1969 wurde er als Person mit besonderen kulturellen Verdiensten ausgezeichnet. Er ist Autor u. a. von „Kempō“ (憲法) – Verfassung und „Nihon kempō – konmentāru“ (日本国憲法・コンメンタール) – „Die Verfassung Japans – ein Kommentar“ sowie Autor zahlreicher Artikel und Rezensionen.